# Theridion grallator
Theridion grallator (лат.) — вид пауков-тенётников из подсемейства Theridiidae. Гавайские острова.

## Распространение
Гавайские острова.

## Описание
Небольшой паук с размером тела менее 5 миллиметров в длину. У него характерно длинные и стройные ноги и полупрозрачное желтое тело. Эти отчетливо длинные ноги выделяют T. grallator из сородичей, так как он имеет самую расходящуюся морфологию тела из всех членов своей клады. Эта уникальная характеристика возникла в результате экологического или поведенческого сдвига.
Брюшко бледное, полупрозрачно-желтое, а также может содержать множество наложенных красных, белых и / или чёрных узоров. Некоторые морфы имеют узор, напоминающий смайлик или ухмыляющееся клоунское лицо на жёлтом теле. Эти модели различаются от острова к острову. У некоторых вообще отсутствуют отметины на брюшке. Цвет брюшка меняется от полупрозрачного жёлтого до зелёного или оранжевого в зависимости от диеты. Разнообразие полиморфизмов, присутствующих у T. grallator, даёт эволюционное преимущество избежать хищничества. Пауки с депигментацией или полиморфными цветами и узорами могут избежать нападения птиц, которые используют запомнившееся изображение при поиске добычи. Изображение как цель поиска может быть особенно богатой цветовой морфой, и хищники будут использовать это как идентификацию возможной добычи.